# 胡禮
胡禮博士（英語：Dr. George Henry Bateson Wright，1853年5月6日—1935年12月29日），又譯作黎璧臣，英國神職人員和教育家，曾在華威郡、布拉德福德和伯恩茅斯任助理牧师， 1881至1909年擔任中央書院掌院。
在任掌院的28年間，他引入莎士比亞戲劇、商業等科目，又改革考試制度；任內，書院課外活動開始萌芽，學校設施得以改善。

## 早年生涯

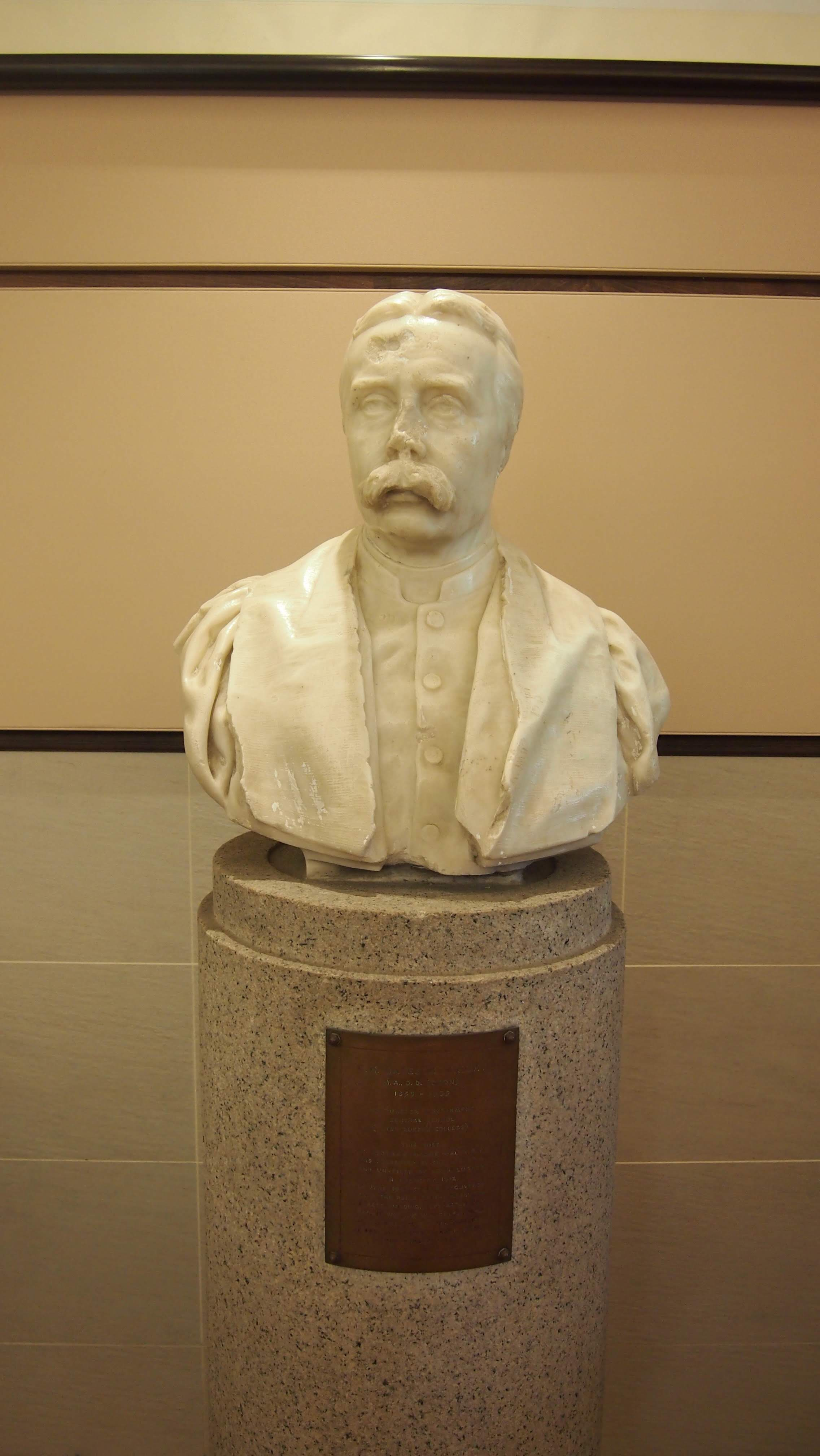
胡禮博士之半身像

胡禮于1853年5月6日生於倫敦薩瑟克區坎伯韋爾（Camberwell），是佐治·比徹·胡禮（George Bache Wright）和瑪莉·格里夫·貝雅德（Mary Griffith Baird）所生的第二個兒子。胡禮早年考入牛津大學皇后學院，於1875年以神學二級榮譽畢業，並於同年取得文學士學位。 1877年被任命為伍斯特執事，翌年任華威郡助理牧师。之後他亦在布拉德福德基督教堂和伯恩茅斯聖彼得堂任助理牧師。1881年，胡禮被已歸國的理雅各博士舉薦，接替史釗域博士成為中央書院第二任掌院。

## 中央書院校長
胡禮任內，中央書院兩易其名。1889年，適逢維多利亞女王登基金禧紀念，中央書院校名改為維多利亞書院（Victoria College）。1894年，鑑於名為維多利亞的學校太多，故校名改為皇仁書院，並沿用至今。位於中環鴨巴甸街及荷李活道交界（即現今中環元創坊）的新校舍亦於1889年啟用。

### 課程改革
胡禮為書院課程帶來不少改革。1888年，書院開辦拉丁文課程，同時胡禮又為學生提供研讀莎士比亞戲劇課程。1892年，胡禮創立『商業教育』一科，內有商業數學，會計等課程。1896年，為騰出更多時間予英文課程，書院中文部被廢除。事實上，胡禮本人亦認為大多數學生進入皇仁書院只是想學習英文以在政府或公司謀份美差，將太多時間投入於中文課程實屬不智。1904年，基於教育委員會『中英教育分途』原則，『中文部』得以恢復。胡禮遂擬定中文課程計劃和教材。同年，胡禮規定中譯英，英譯中兩科只有高中（第三級至第一級）學生才能修讀。

### 考試制度
1887年，胡禮基於香港公立學校校長比文（Bateman）的意見，引入劍橋本地考試。劍橋本地考試為皇仁書院的學生提供一個進入英國或美國大學的渠道，後來被牛津本地考試取代。胡禮認為引入牛津本地考試對整個殖民地都有益。此外，胡禮又為實習老師（Pupil Teacher）提供獲得人文學科準副學位（Quasi-Degree of Associate in Arts）的機會。書院考試方面，胡禮將考試由每年一考變成每學期一考。胡禮又提高考核水平，統一標準。以數學科為例，以往若答案錯誤，但步驟正確者能獲得問題部分分數；新例規定若答案錯誤便不應給分。為了確保評分原則統一，胡禮更親自批改學生的試卷。

### 收生方針
胡禮於1892年年報上指出，免費學校之間開始出現競爭，和教育出於同情心的本質相違背。胡禮指出此現象可能是源於免費學校想更多學生獲得獎學金入讀皇仁書院。他又發現不少有能力承擔書院費用的學生在免費學校花4-5年讀書是為了入讀書院，胡禮認為他們濫用免費學校資源。有見及此，胡禮於1898年宣布申請入讀書院的孩童必須為政府中英文地區學校畢業生，並調整書院獎學金制度。

### 課外活動
胡禮任內，書院開始出現不同課外活動。1892年，板球隊和足球隊成立。書院其中一位老師巴羅（Barlow）帶領同學參觀大會堂博物館。1893年，公立學校軍事青年團成立。1899年，另一位老師狄烈（Thomas Kirkman Dealy）創立讀書會。同年，在占士老師（James）籌劃下，第一份校刊《黃龍報》得以出版。

### 改善學校設施
胡禮致力改善書院環境，增加更多學習設備。1887年，他於書院內設立借閱圖書館，並為圖書館添置小說、歷史書、傳記等書籍。胡禮後來又為書院課室增設電風扇，改善空氣流通。

### 退休卸任
胡禮於1909年卸任皇仁書院校長，由狄烈繼任其職。胡禮退休後過著低調生活。他於1935年12月29日去世，終年82歲。

## 個人生活
胡禮於1881年迎娶雅瑪莉·韋特（Amelie Wright，1838年－1925年）。

## 紀念
皇仁書院胡禮社（Wright House）以其姓氏命名。此外，其舊生為胡禮立一半身像以作紀念，半身像於1912年揭幕。